# Liste von Horrorfilmen der 1950er Jahre
Die Liste von Horrorfilmen der 1950er Jahre gibt einen chronologischen Überblick über Produktionen, die im Zeitraum von 1950 bis 1959 in diesem Genre gedreht wurden. Bei der Nutzung ist zu beachten, dass ein Großteil der aufgeführten Filme sich mit artverwandten Genres aus dem Bereich der Phantastik wie Science-Fiction und Fantasy überschneidet, aber auch Kriminalfilm und Komödie. Die Liste erhebt keinen Anspruch auf Vollständigkeit.

## 1951
| Titel                           | Regie          | Produktionsland    |
| ------------------------------- | -------------- | ------------------ |
| Das Ding aus einer anderen Welt | Christian Nyby | Vereinigte Staaten |
| Hinter den Mauern des Grauens   | Joseph Pevney  | Vereinigte Staaten |

## 1952
| Titel                          | Regie                 | Produktionsland        |
| ------------------------------ | --------------------- | ---------------------- |
| Alraune                        | Arthur Maria Rabenalt | BR Deutschland         |
| Mother Riley Meets the Vampire | John Gilling          | Vereinigtes Königreich |

## 1953
| Titel                            | Regie          | Produktionsland    |
| -------------------------------- | -------------- | ------------------ |
| Donovans Hirn                    | Felix E. Feist | Vereinigte Staaten |
| Das Kabinett des Professor Bondi | André De Toth  | Vereinigte Staaten |
| Panik in New York                | Eugène Lourié  | Vereinigte Staaten |

## 1954
| Titel                      | Regie          | Produktionsland    |
| -------------------------- | -------------- | ------------------ |
| Formicula                  | Gordon Douglas | Vereinigte Staaten |
| Godzilla                   | Ishirō Honda   | Japan              |
| Der Schrecken vom Amazonas | Jack Arnold    | Vereinigte Staaten |

## 1955
| Titel                                | Regie          | Produktionsland        |
| ------------------------------------ | -------------- | ---------------------- |
| Abbott und Costello als Mumienräuber | Charles Lamont | Vereinigte Staaten     |
| Dementia                             | John Parker    | Vereinigte Staaten     |
| Das Grauen aus der Tiefe             | Robert Gordon  | Vereinigte Staaten     |
| Die Rache des Ungeheuers             | Jack Arnold    | Vereinigte Staaten     |
| Die Rache des Würgers                | Ed Wood        | Vereinigte Staaten     |
| Schock                               | Val Guest      | Vereinigtes Königreich |
| Tarantula                            | Jack Arnold    | Vereinigte Staaten     |

## 1956
| Titel                               | Regie            | Produktionsland        |
| ----------------------------------- | ---------------- | ---------------------- |
| Böse Saat                           | Mervyn LeRoy     | Vereinigte Staaten     |
| Die Dämonischen                     | Don Siegel       | Vereinigte Staaten     |
| It Conquered the World              | Roger Corman     | Vereinigte Staaten     |
| Die Schreckenskammer des Dr. Thosti | Reginald Le Borg | Vereinigte Staaten     |
| XX unbekannt                        | Leslie Norman    | Vereinigtes Königreich |

## 1957
| Titel                                     | Regie                      | Produktionsland        |
| ----------------------------------------- | -------------------------- | ---------------------- |
| Angriff der Riesenkralle                  | Fred F. Sears              | Vereinigte Staaten     |
| Beginning of the End                      | Bert I. Gordon             | Vereinigte Staaten     |
| Feinde aus dem Nichts                     | Val Guest                  | Vereinigtes Königreich |
| Der Fluch des Dämonen                     | Jacques Tourneur           | Vereinigtes Königreich |
| Frankensteins Fluch                       | Terence Fisher             | Vereinigtes Königreich |
| Das Geheimnis des steinernen Monsters     | John Sherwood              | Vereinigte Staaten     |
| Gesandter des Grauens                     | Roger Corman               | Vereinigte Staaten     |
| I Was a Teenage Frankenstein              | Herbert L. Strock          | Vereinigte Staaten     |
| Immer bei Anbruch der Nacht               | Paul Landres               | Vereinigte Staaten     |
| La maldición de la momia azteca           | Rafael Portillo            | Mexiko                 |
| Der Tod hat schwarze Krallen              | Gene Fowler Jr.            | Vereinigte Staaten     |
| Die unglaubliche Geschichte des Mister C. | Jack Arnold                | Vereinigte Staaten     |
| Der Vampir von Notre Dame                 | Riccardo Freda, Mario Bava | Italien                |
| Yeti, der Schneemensch                    | Val Guest                  | Vereinigtes Königreich |

## 1958
| Titel                                   | Regie                                             | Produktionsland        |
| --------------------------------------- | ------------------------------------------------- | ---------------------- |
| Blob – Schrecken ohne Namen             | Irvin S. Yeaworth junior, Russell S. Doughten Jr. | Vereinigte Staaten     |
| Der Dämon mit den blutigen Händen       | Henry Cass                                        | Vereinigtes Königreich |
| Dracula                                 | Terence Fisher                                    | Vereinigtes Königreich |
| Draculas Blutnacht                      | Paul Landres                                      | Vereinigte Staaten     |
| Die Fliege                              | Kurt Neumann                                      | Vereinigte Staaten     |
| Frankensteins Rache                     | Terence Fisher                                    | Vereinigtes Königreich |
| Die Hexenküche des Dr. Rambow           | Howard W. Koch                                    | Vereinigte Staaten     |
| Macabre                                 | William Castle                                    | Vereinigte Staaten     |
| Die Rache der schwarzen Spinne          | Bert I. Gordon                                    | Vereinigte Staaten     |
| Der Schrecken schleicht durch die Nacht | Jack Arnold                                       | Vereinigte Staaten     |
| Ungeheuer ohne Gesicht                  | Arthur Crabtree                                   | Vereinigtes Königreich |
| Das verräterische Herz                  | Leopold Hainisch                                  | Österreich             |
| Vertigo – Aus dem Reich der Toten       | Alfred Hitchcock                                  | Vereinigte Staaten     |

## 1959
| Titel                              | Regie                         | Produktionsland                             |
| ---------------------------------- | ----------------------------- | ------------------------------------------- |
| Caltiki – Rätsel des Grauens       | Mario Bava, Riccardo Freda    | Italien                                     |
| Das Haus auf dem Geisterhügel      | William Castle                | Vereinigte Staaten                          |
| Die Nacht der unheimlichen Bestien | Ray Kellogg                   | Vereinigte Staaten                          |
| Die Nackte und der Satan           | Victor Trivas                 | BR Deutschland                              |
| Plan 9 aus dem Weltall             | Ed Wood                       | Vereinigte Staaten                          |
| Die Rache der Pharaonen            | Terence Fisher                | Vereinigtes Königreich                      |
| Schrei, wenn der Tingler kommt     | William Castle                | Vereinigte Staaten                          |
| Das schwarze Museum                | Arthur Crabtree               | Vereinigtes Königreich                      |
| Den Tod überlistet                 | Terence Fisher                | Vereinigtes Königreich                      |
| Das Ungeheuer von Loch Ness        | Douglas Hickox, Eugène Lourié | Vereinigtes Königreich / Vereinigte Staaten |
| Die Wespenfrau                     | Roger Corman, Jack Hill       | Vereinigte Staaten                          |